# Екрем Имамоглу
Екрем Имамоглу (тур. Ekrem İmamoğlu; Трабзон, 4. јун 1970) турски је политичар и предузетник. Од 2019. обавља функцију градоначелника Истанбула. Члан је Републиканске народне странке и њен кандидат за председника на предстојећим изборима.
Ухапшен је 19. марта 2025. Агенција Анадолија тврди да су Имамоглу и неколико других функционера осумњичени за изнуду, прање новца и неправилности у вези са тендерима и набавкама, између осталих кривичних дела. За Имамоглуа се такође тврдило да је помагао забрањену Радничку партију Курдистана. Дан раније, Универзитет у Истанбулу поништио је Имамоглуову диплому, где је фактички дисквалификован за кандидовање на предстојећим председничким изборима.